# Puurmani (commune)
Puurmani (en estonien : Puurmani vald) est une municipalité rurale d'Estonie située dans le comté de Jõgeva. Elle s'étend sur 292,7 km2

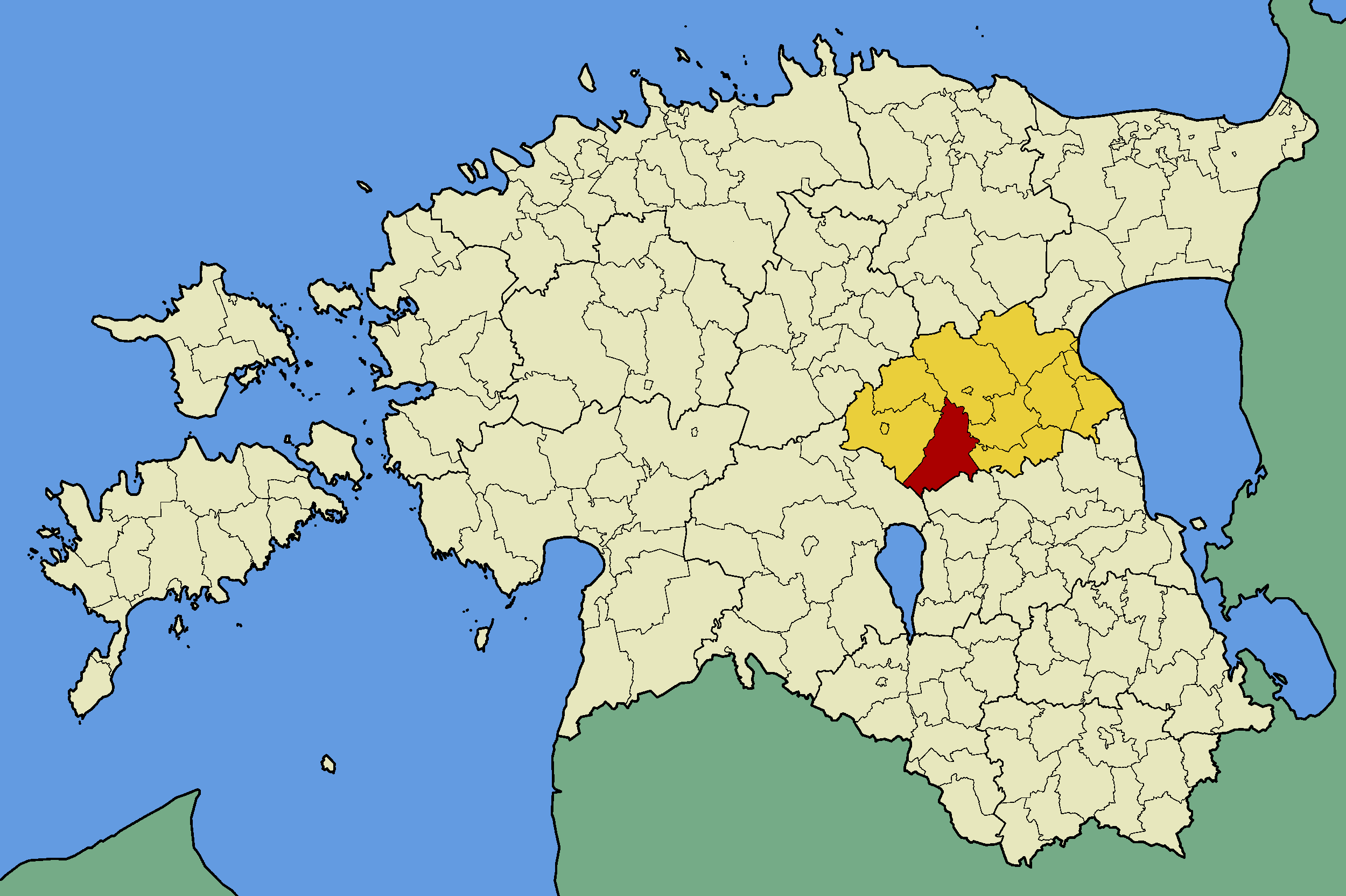
Commune de Puurmani (rouge)
dans le Comté de Jõgeva (jaune).

et a 1 524 habitants au 1er janvier 2012.

## Municipalité
La municipalité comprend 1 bourg et 12 villages.

### Bourg
Puurmani

### Villages
Altnurga, Härjanurme, Jõune, Jüriküla, Kirikuvalla, Kursi, Laasme, Pikknurme, Pööra, Saduküla, Tammiku, Tõrve.